# Teatr Muzyczny „Capitol”
Teatr Muzyczny Capitol – teatr muzyczny powstały we Wrocławiu w 2004 roku, będący kontynuacją wcześniejszych teatrów istniejących w tym samym miejscu takich jak: Operetka Dolnośląska (1955 – 1976), Teatr Muzyczny (1977 – 1979), Operetka Wrocławska (1979 – 1991) oraz Teatr Muzyczny – Operetka Wrocławska (1991 – 2004)
Teatr jest jednostką kulturalną Samorządu Miasta Wrocławia. 
Pierwszym dyrektorem naczelnym i artystycznym Teatru Muzycznego Capitol we Wrocławiu był (w latach 2004–2006) Wojciech Kościelniak. W latach 2006–2021 obie te funkcje pełnił Konrad Imiela, od 1 września 2021 roku dyrektorem naczelnym jest Hubert Zasina, a Konrad Imiela pozostaje na stanowisku dyrektora artystycznego .
Od 2006 Teatr Muzyczny Capitol jest producentem Przeglądu Piosenki Aktorskiej.

## Siedziba Teatru Muzycznego Capitol
Siedziba Teatru Muzycznego Capitol we Wrocławiu znajduje się w budynku przedwojennego kinoteatru Capitol, zbudowanego w 1929 roku. Po II wojnie światowej 1 stycznia 1946 utworzono tam kino „Śląsk”. W 1964 roku gmach stał się siedzibą Operetki Wrocławskiej, której zespół grał już od 21 marca 1955 roku na scenie Opery Wrocławskiej.   

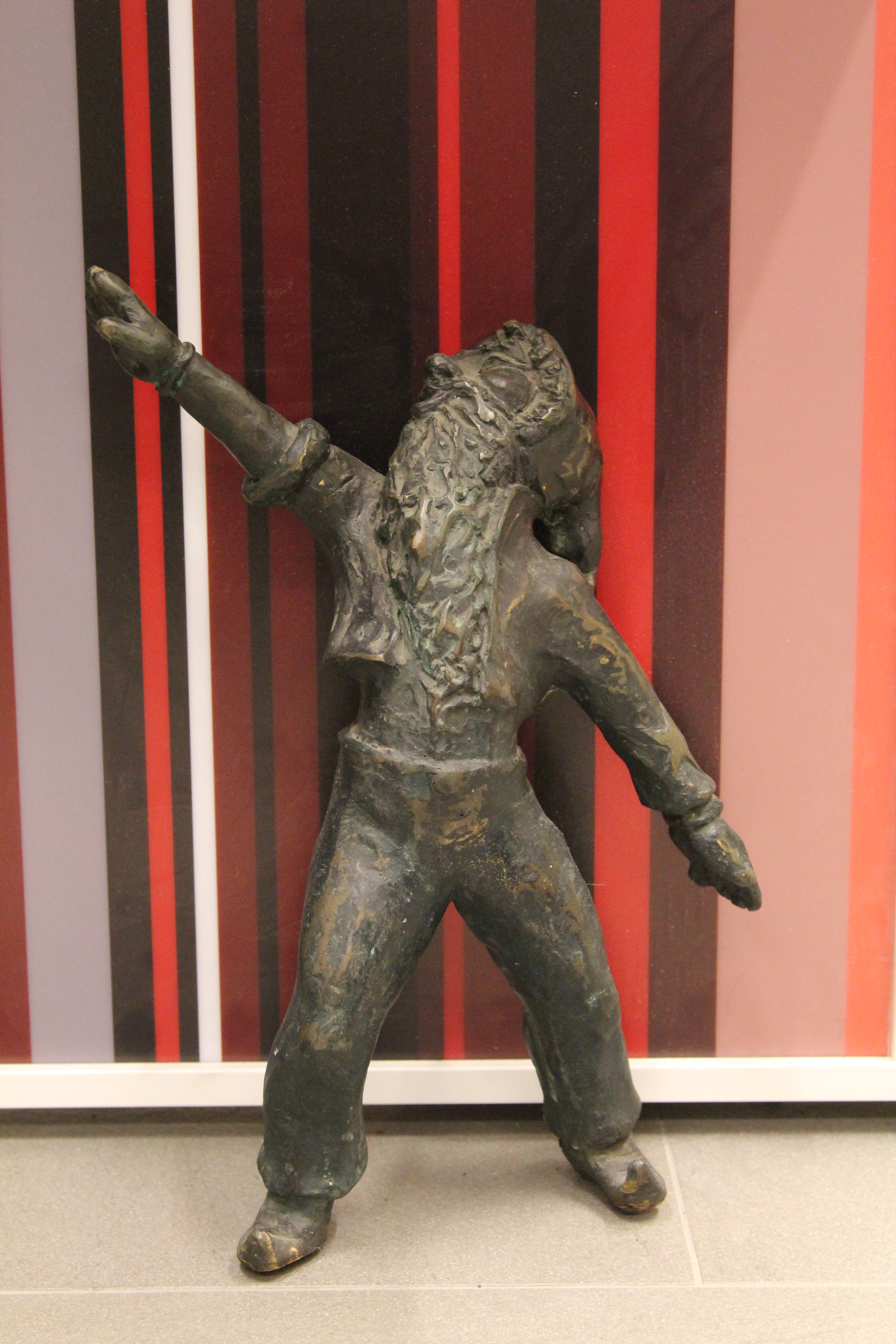
Krasnal Szoł Mastgołoń stojący w punkcie informacyjnym na Podwórku Capitolu

W latach 2011–2013 siedziba Teatru Muzycznego Capitol została rozbudowana (teatr został czterokrotnie powiększony – z 4 tys. m² do 18 tys. m²) i obejmowała odrestaurowanie starego, modernistycznego wnętrza, które zachowało się od 1929 roku. Architekt Anna Morasiewicz zaprojektowała renowację zabytkowej części, natomiast nowy budynek teatru został zaprojektowany przez pracownie KKM Kozień Architekci (za swoją pracę otrzymali nagrodę Projekt Roku 2005, którą przyznało Stowarzyszenie Architektów Polskich). Oficjalny powrót do gmachu teatru mieszczącego się przy ulicy Józefa Piłsudskiego we Wrocławiu miał miejsce 28 września 2013 roku za sprawą premiery spektaklu „Mistrz i Małgorzata” wg powieści Michaiła Bułhakowa, w reżyserii Wojciecha Kościelniaka.

## Historia teatru
Genezą nazwy teatru jest przedwojenny kinoteatr Capitol wybudowany w 1929 roku, który mieścił się na ulicy Gartenstrasse w ówczesnym Breslau (obecna ulica Józefa Piłsudskiego 67 we  Wrocławiu). Ulica Gartenstrasse była miejscem, gdzie mieściło się wiele ogrodów, a mieszkańcy miasta mogli tam znaleźć różnego rodzaju rozrywki, takie jak kręgielnie czy kawiarnie.
Budowlę uznawano za najpiękniejszą w środkowej Europie, która swoją modernistyczną formą przewyższała inne historyczne budynki ze starymi fasadami. Zespół budowli został zaprojektowany przez berlińskiego architekta Friedricha Lippa i składał się dokładnie z 3 części: sali widowiskowej, która pomieściła 1200 miejsc, hotelu i części administracyjnej. Kompleks był utrzymany w stylu ekspresjonizmu. Gmach frontowy posiadał kilka pięter, był wyłożony podświetloną mozaiką z charakterystycznym jasnoróżowym neonem. Na skutek II wojny światowej, w 1945 roku, gmach frontowy stracił kilka kondygnacji, natomiast część foyer i widownia wraz ze sceną nie uległy znacznym zniszczeniom. 1 stycznia 1946 roku wznowiono aktywność budynku, urządzając w nim kino o nazwie Śląsk, które było największe w Polsce i nazywano je premierowym.
Oficjalny powrót teatru, już po II wojnie światowej, datuje się na 21 marca 1955 roku i określa pod nazwą „Operetka Dolnośląska”. To wydarzenie zapoczątkowało wystawienie operetki „Zemsta Nietoperza” Johanna Straussa w reżyserii Szymona Szurmieja. Natomiast sam zespół tworzył się i ćwiczył już w latach 40 XX wieku w nieistniejącym obecnie Teatrze Popularnym.
W okresie 1955–1964 spektakle odbywały się na terenie Opery Wrocławskiej, a obsada grała klasyczne operetki. W 1964 roku przeniosła się do budynku mieszczącego się przy ulicy Józefa Piłsudskiego 67 we Wrocławiu i dzieliła salę z kinem Śląsk. Nazwa operetki regularnie się zmieniała: w 1977 roku zastosowano nazwę „Teatr Muzyczny”, w 1979 roku wrócono do „Operetka Wrocławska”, aż w 1991 roku połączono obie te nazwy tworząc „Teatr muzyczny – Operetka Wrocławska”.
Kapitalny remont budowli przeprowadzono w latach 1989-90. Równocześnie, teatr został wpisany do rejestru zabytków. Kolejne zniszczenia siedziby teatru powstały za sprawą powodzi z 1997 roku, które obejmowały m.in. wyposażenie, mury parteru i niższe kondygnacji. Po powodzi kompleks poddano następnej renowacji. 
W 2002 roku profil teatru uległ całkowitej zmianie za sprawą polskiego aktora i reżysera filmowego – Wojciecha Kościelniaka, który objął kierownictwo nad operetką i zmienił jej charakter na nowoczesny teatr muzyczny. W 2004 Rada Miejska Wrocławia przywróciła  do  teatrowi historyczną nazwę „Teatr Muzyczny Capitol” nawiązującej do kinoteatru Capitol z 1929 roku.

## Dyrektorzy wrocławskiego teatru muzycznego

### Dyrektorzy Operetki Dolnośląskiej
- 1955–1957 – Stanisław Romański
- 1958–1959 – Mieczysław Krzyński
- 1960–1963 – Michał Religioni
- 1963–1964 – Beata Artemska
- 1964–1966 – Henryk Gąsior
- 1966–1976 – Barbara Kostrzewska

### Dyrektorzy Teatru Muzycznego
- 1976–1979 – Barbara Kostrzewska

### Dyrektorzy Operetki Wrocławskiej
- 1979–1981 – Maria Januszkiewicz-Nowicka
- 1981–1991 – Leon Langer

### Dyrektorzy Teatru Muzycznego – Operetki Wrocławskiej

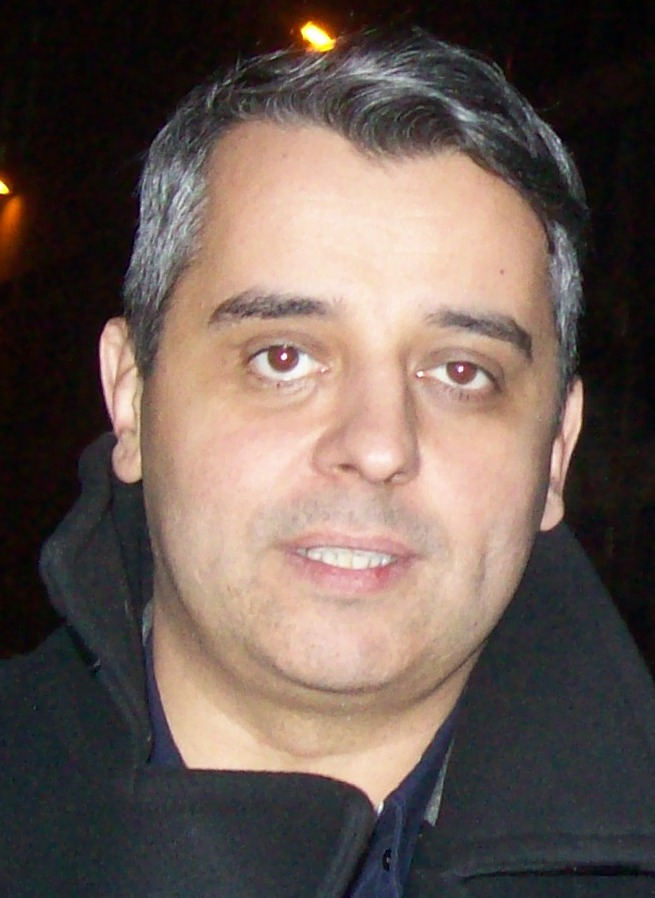
Konrad Imiela – dyrektor artystyczny Capitolu od 2006 roku

- 1991–2002 – Marek Rostecki[2][4]

### Dyrektorzy Teatru Muzycznego Capitol
- 2002–2006 – Wojciech Kościelniak
- od 5 maja 2006 – Konrad Imiela[2][4]
- od 1 września 2021 – Hubert Zasina[5][6]

## Zespół artystyczny

### Sezon 2022/23
Aktorzy etatowi: Albert Pyśk, Justyna Woźniak, Katarzyna Pietruska, Krzysztof Suszek, Michał Zborowski, Klaudia Waszak, Alicja Kalinowska, Tomasz Leszczyński, Michał Szymański, Magdalena Szczerbowska, Małgorzata Fijałkowska, Łukasz Wójcik, Helena Sujecka, Justyna Antoniak, Justyna Szafran, Elżbieta Kłosińska, Emose Uhunmwangho, Ewa Szlempo-Kruszyńska, Bogna Joostberens, Bartosz Picher, Agnieszka Oryńska-Lesicka, Adrian Kąca.

## Artyści współpracujący z Teatrem Muzycznym „Capitol”
Z Teatrem Capitol współpracują bądź też współpracowali tacy twórcy, jak: Leszek Możdżer, Wojciech Kościelniak, Jarosław Staniek, Formacja Chłopięca „Legitymacje”, Sambor Dudziński, Kinga Preis, Mariusz Kiljan, Janusz Radek, Jacek Bończyk, Piotr Dziubek i inni.

## Spektakle Teatru Muzycznego „Capitol”
- Opera za Trzy Grosze (reż. Wojciech Kościelniak) – premiera 27.10.2002
- Kaj i Gerda, baśń o Królowej Śniegu (reż. Wojciech Kościelniak) – premiera 2003
- Gorączka (reż. Wojciech Kościelniak) – premiera 2003
- Galeria (reż. Wojciech Kościelniak) – premiera 03.2004
- West Side Story (reż. Wojciech Kościelniak) – premiera 03.2004
- Scat (reż. Wojciech Kościelniak) – premiera 05.2005
- My Fair Lady (reż. Anna Kękuś) – premiera 10.2005
- Mała księżniczka (reż. Marek Weiss-Grzesiński) – premiera 05.2006
- Śmierdź w górach (reż. Konrad Imiela i Cezary Studniak) – premiera 10.2006
- Era Wodnika – premiera 09.2006
- Stolik (reż. Karbido) – premiera 2006
- Mdłość, Mniezłość, Miłość (reż. Cezary Studniak) – premiera 2006
- Eurazja (reż. Izadora Weiss) – premiera 01.2007
- C–aktiv (reż. Konrad Imiela) – premiera 03.2007
- Rzecze Budda Chinaski (reż. Cezary Studniak) – premiera 03.2007
- Opętanie, czyli Wzdęte Łono (reż. Krzysztof Boczkowski) – premiera 2007
- Operetka (reż. Michał Zadara) – premiera 11.10.2007
- Ojcom i Matkom Wbrew, czyli piosenki Kurta Weilla (reż. Imiela, Studniak, Woźniak, Karasiewicz, Skrzypek) – premiera jesień 2007
- Swing! (reż. i chor. Jarosław Staniek) – premiera 31.12.2007
- Pewien Mały Dzień (reż. Andrzej Gałła) – premiera 01.06.2008
- A Chorus Line (reż. Michael Bennett/Mitzi Hamilton) – premiera 03.10.2008
- Imponderabilia (reż. chor. Jacek Gębura, Leszek Bzdyl – premiera 29.10.2008
- Elektrownia Dźwięku (spektakl zespołu Małe Instrumenty) – premiera 18.11.2008
- Dzieje Grzechu (reż. Anna Kękuś-Poks) – premiera 16.01.2009
- Pozytywka (reż. Bodo Kox) – premiera 21.01.2009
- Idiota (reż. Wojciech Kościelniak) – premiera 09.10.2009
- Hair (reż. Konrad Imiela) – premiera 24.01.2010
- Evergreen – premiera 24.02.2010
- Mury Hebronu (reż. Cezary Studniak) – premiera 20.04.2010
- Czarnoksiężnik z Krainy Oz (reż. Jerzy Bielunas) – premiera 02.10.2010[10]
- Ścigając zło (reż. Konrad Imiela) – premiera 27.01.2011
- Dżob (reż. Konrad Imiela i Mariusz Kiljan) – premiera 22.03.2011[11]
- Frankenstein (reż. Wojciech Kościelniak) – premiera 23.11.2011, wznowienie 15.02.2018[12]
- Jerry Springer - The Opera (reż. Jan Klata) – premiera 24.03.2012[9]
- Sex machine (reż. Tomasz Man) – premiera 25.05.2012
- Zaczarowane podwórko (reż. Jacek Gębura) – premiera 02.06.2012
- Ja, Piotr Rivière, skorom już zaszlachtował siekierom swoją matkę, swojego ojca, siostry swoje, brata swojego i wszystkich sąsiadów swoich... (reż. Agata Duda-Gracz) – premiera 09.11.2012[13]
- Moja ABBA (reż. Tomasz Man) – premiera 12.05.2013[14]
- Mistrz i Małgorzata (reż. Wojciech Kościelniak) – premiera 28.09.2013[15]
- Kocham cię. Ja ciebie też nie. Serge Gainsbourg (reż. Cezary Studniak) – premiera 14.02.2014[16]
- Rat Pack, czyli Sinatra z kolegami (reż. Konrad Imiela) – premiera 05.04.2014[17]
- Nine (reż. Pia Partum) – premiera 03.10.2014
- Tempus Fantasy (reż. Jacek Gębura) – premiera 22.11.2014
- Trzej Muszkieterowie (reż. Konrad Imiela) – premiera 10.10.2015[18]
- Y (reż. Paweł Pasiini) – premiera 08.01.2016[19]
- Po "burzy" Szekspira (reż. Agata Duda-Gracz) – premiera 08.04.2016[20]
- Liżę Twoje serce (reż. Agnieszka Glińska) – premiera 08.10.2016[21]
- Nasza mama czarodziejka (reż. Agnieszka Oryńska-Lesicka) premiera 10.12.2016[22]
- Balladyna (reż. Agnieszka Olsten) – premiera 10.02.2017[23]
- Kilka sposobów na to, jak schudnąć, ale zostać szczęśliwym, czyli jak kapitalizm nas tuczy i nie pozwala dojeść (reż. Jakub Skrzywanek) – premiera 25.03.2017[24]
- Makbet (reż. Agata Duda-Gracz) – premiera 13.10.2017[25]
- Czystka (reż. Paweł Palcat) – premiera 09.12.2017
- Frankenstein (reż. Wojciech Kościelniak) – wznowienie 14.02.2018[12]
- Tu nie ma na co czekać (reż. Jacek Gębura) – premiera 14.09.2018[26]
- Blaszany Bębenek (reż. Wojciech Kościelniak) – premiera 06.10.2018[27]
- Polska Woda (reż. Konrad Imiela) – premiera 03.11.2018[28]
- Wyzwolenie: Królowe (reż. Martyna Majewska) – premiera 26.01.2019[29]
- Mock. Czarna Burleska (reż. Konrad Imiela) – premiera 12.10.2019[30]
- Gracjan Pan. Musical (reż. Cezary Tomaszewski) – premiera 10.01.2020[31]
- Lazarus (reż. Jan Klata) – polska prapremiera 26.09.2020[32]
- Alicja (reż. Martyna Majewska) – premiera 29.05.2021[33]
- Gala Światowych Musicali (reż. Konrad Imiela) – premiera 31.12.2021[34]
- Priscilla, Królowa Pustyni. Musical (rez. Cezary Tomaszewski) – premiera 08.09.2022[35]
- A statek płynie (reż. Wojciech Kościelniak) - premiera 07.10.2023[36]
- Romeo i Julia - premiera 2024